# Irpa Irpa
Irpa Irpa är en ort i Bolivia.   Den ligger i departementet Cochabamba, i den centrala delen av landet, 180 km nordväst om huvudstaden Sucre. Irpa Irpa ligger 2 467 meter över havet och antalet invånare är 2 968.
Terrängen runt Irpa Irpa är varierad. Irpa Irpa ligger nere i en dal. Runt Irpa Irpa är det ganska glesbefolkat, med 27 invånare per kvadratkilometer.. Närmaste större samhälle är Capinota, 0,87 km nordost om Irpa Irpa. 
Omgivningarna runt Irpa Irpa är i huvudsak ett öppet busklandskap.